# Свелвик
Свѐлвик (на норвежки: Svelvik) е град и едноименна община в Южна Норвегия. Разположен е на южния брега на фиорда Драменсфьоден, фюлке Вестфол на около 50 km южно от столицата Осло. Има малко пристанище. Население 6491 жители според данни от преброяването към 1 октомври 2008 г.